# Îlot Chengiro
L’îlot Chengiro est un îlot de Nouvelle-Calédonie appartenant administrativement à Boulouparis.